# Клімако Кальдерон
Клімако Кальдерон Реєс (ісп. Clímaco Calderón Reyes; 23 серпня 1852 — 19 липня 1913) — колумбійський правник і політик, виконував обов'язки президента Сполучених Штатів Колумбії впродовж одного дня в грудні 1882 року після смерті Франсіско Хав'єра Сальдуа.

## Біографія
Народився 1852 року в містечку Санта-Роса-де-Вітербо (Бояка). Його батьком був Карлос Кальдерон Реєс і Клотильда Реєс Фонсека, двоюрідна сестра майбутнього президента Рафаеля Реєса Прієто. Був одружений з Амелією Перес Тріаною, дочкою президента Сантьяго Переса Маносальви.
Вивчав право в Університеті Росаріо, в якому згодом працював професором приватного та кримінального права.
Свою політичну кар'єру Кальдерон розпочав у Бояці, де обіймав посади судді окружного суду Тунхи, депутата Законодавчої асамблеї та куратора освітніх питань в адміністрації Хосе Еусебіо Оталори.
За часів президентства Франсіско Хав'єра Сальдуа займав пост генерального прокурора. 21 грудня 1882 року після смерті президента Сальдуа Кальдерон, відповідно до порядку президентства, очолив державу (дві попередні посадові особи, які мали б стати тимчасовим президентом, Рафаель Нуньєс і Хосе Еусебіо Оталора, були в той момент відсутні). Його президентство виявилось найкоротшим в історії Колумбії. Єдиним наказом, відданим на посту голови держави був наказ військам генерала Серґіо Камарго не виконувати наказів уже покійного Сальдуа. Вже наступного дня Кальдерон передав президентські повноваження Хосе Еусебіо Оталорі. Попри настільки короткий термін президентства Кальдерона включено до переліку голів держави разом з його попередником і наступником.
Окрім іншого, Кальдерон у різні роки обіймав також посади міністра закордонних справ та генерального консула Колумбії в Сполучених Штатах Америки.

## Літературні праці
Кальдерон особливо цікавився історією та фінансами, написавши кілька праць з тієї тематики:
- El Curso Forzoso en los Estados Unidos New York. La América Editorial Company, 1892[6]
- Elementos de Hacienda Pública Bogotá. Imprenta de «La Luz», 1911[7]
- Colombia 1893[8]
- La moneda en la época colonial
- Memorias sobre amonestación en el Nuevo Reino de Granada
- Los bancos americanos